# Larry Joe Campbell

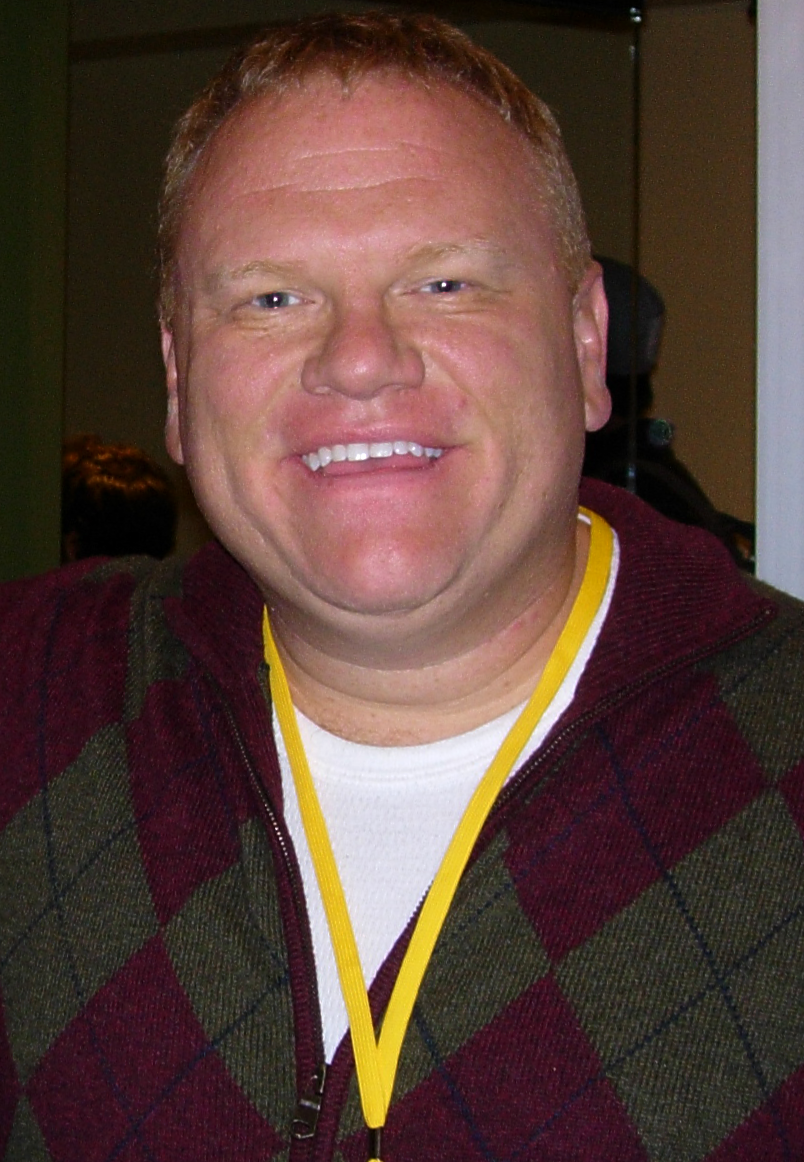
Larry Joe Campbell

Larry Joe Campbell (* 29. November 1970 in Pontiac, Michigan) ist ein US-amerikanischer Schauspieler, der durch seine Rolle in der Comedyserie Immer wieder Jim bekannt wurde.

## Leben
Nach dem Abschluss eines Theater- und Kunststudiums an der Central Michigan University in Mount Pleasant, Michigan, und der Wayne State University in Detroit erlangte Campbell erste Bekanntheit durch eine Gastrolle in einer Episode der Fernsehserie Friends im Februar 2000.
Im darauffolgenden Jahr übernahm Campbell die Rolle des Andy in der Sitcom Immer wieder Jim, trat daneben aber auch in Filmen und Werbespots auf. Campbell war Mitglied des Theaterensembles The Second City in Chicago und ist auch Autor von Theaterstücken.
Campbell ist mit einer Lehrerin verheiratet, mit der er fünf gemeinsame Kinder hat.

## Filmografie (Auswahl)
- 1999: Get the Hell Out of Hamtown
- 1999: Männer ohne Nerven (Stark Raving Mad, Fernsehserie, Episode 1x08)
- 2000: Friends (Fernsehserie, Episode 6x14)
- 2000: Susan (Suddenly Susan, Fernsehserie, 4x18)
- 2000–2001: Der Club der nicht ganz Dichten (The Trouble with Normal, Fernsehserie, 13 Episoden)
- 2001–2009: Immer wieder Jim (According to Jim, Fernsehserie, 182 Episoden)
- 2002: Showtime
- 2004: Jiminy Glick in Lalawood (Jiminy Glick in Gagawood)
- 2005: Die Hochzeits-Crasher (Wedding Crashers)
- 2006: Drive Thru
- 2007: My Name Is Earl (Fernsehserie, 2 Episoden)
- 2008: Heroes (Fernsehserie, 1 Episode)
- 2009: Weeds – Kleine Deals unter Nachbarn (Weeds, Fernsehserie, 5 Episoden)
- 2010: Kiss & Kill
- 2010: Meine Schwester Charlie (Good Luck Charlie, Fernsehserie, Episode 1x06)
- 2011: Alles erlaubt – Eine Woche ohne Regeln (Hall Pass)
- 2011: Rules of Engagement (Fernsehserie, 2 Episoden)
- 2011: The Protector (Fernsehserie, 9 Episoden)
- 2013: Hund mit Blog (Dog with a Blog, Fernsehserie, 2 Episoden)
- 2013: Pacific Rim
- 2013: R.I.P.D.
- 2013: Last Man Standing (Fernsehserie, Episode 3x07)
- 2014: Ich war’s nicht (I Didn’t Do It, Fernsehserie, 2 Episoden)
- 2015: Die Goldbergs (The Goldbergs, Fernsehserie, Episode 2x16)
- 2015–2016: Best Friends – Zu jeder Zeit (Best Friends Whenever, Fernsehserie, 3 Episoden)
- 2017: American Vandal (Fernsehserie, 7 Episoden)
- 2017: The Orville (Fernsehserie, 8 Episoden)
- 2017: Detroiters (Fernsehserie, 1x09)
- 2019: Euphoria (Fernsehserie, Episode 1x05)
- 2020: Space Force (Fernsehserie, 3 Episoden)
- 2022: 9-1-1: Lone Star (Fernsehserie, 3x14)
- 2023: Gänsehaut (Fernsehserie, 1x08)
- seit 2025: Animal Control (Fernsehserie)